# Harlebeke New British Cemetery
Harlebeke New British Cemetery is een Britse militaire begraafplaats met gesneuvelden uit de Eerste Wereldoorlog, gelegen in de Belgische stad Harelbeke. De begraafplaats ligt 0,8 km ten oosten van het stadscentrum en werd ontworpen door William Cowlishaw. Het terrein heeft de vorm van een parallellogram met een oppervlakte van 4.470 m² en wordt omgeven door een natuurstenen muur. Het Cross of Sacrifice staat op het centrale gangpad in de voorste helft van de begraafplaats en de Stone of Remembrance staat achteraan op een verhoogd plateau. De begraafplaats wordt onderhouden door de Commonwealth War Graves Commission.
Er liggen 1116 doden uit de Eerste Wereldoorlog begraven en 10 uit de Tweede Wereldoorlog.

## Geschiedenis
Harelbeke was al de hele oorlog door Duitse troepen bezet, maar in de nacht van 19 op 20 oktober 1918 werd het na hevige gevechten bevrijd door de 9th (Scottish) Division. De begraafplaats werd na de wapenstilstand aangelegd met doden uit de omliggende slagvelden (gevallen tijdens deze laatste gevechten) en een veertigtal Duitse en kleinere gemeentelijke begraafplaatsen, verzameld in 1924-1925. Drieëndertig militairen die naast de kerk van Harelbeke begraven waren werden in mei 1950 naar hier overgebracht. Onder de 1.116 doden uit de Eerste Wereldoorlog zijn er 1.074 Britten (waarvan 179 niet geïdentificeerde), 7 Australiërs (waarbij 1 niet geïdentificeerde), 29 Canadezen (waarvan 1 niet geïdentificeerde), 2 Indiërs en 4 Zuid-Afrikanen. Eén Brit wordt herdacht met een Special Memorial omdat men zijn graf niet meer kon lokaliseren en men vermoedt dat hij onder een naamloze grafzerk ligt. Negentien andere slachtoffers worden met twee Duhalow Blocks herdacht. Een eerste voor 7 doden die oorspronkelijk begraven waren op de gemeentelijke begraafplaatsen van Geluwe en Neuville, op de Duitse begraafplaatsen van Granate Farm in Zillebeke, Hollesbosch in Beselare en Klephoek in Dadizele en bij de kerk van Moorslede. Een tweede voor 12 doden die oorspronkelijk begraven waren op de Duitse begraafplaatsen van Geluwe, Koelenberg in Geluwe en Kasteelhoek in Hollebeke. Hun graven werden niet meer teruggevonden.
Er liggen ook nog 10 Britten, die tijdens de terugtrekking van het Britse Expeditie Corps naar Duinkerke in mei 1940 omgekomen zijn.
De begraafplaats werd in 2009 als monument beschermd.

## Graven
- William Thomas Leggett, Corporal of horse[4] bij de 1st Life Guards, wordt beschouwd als de eerste Australiër die sneuvelde in de strijd om Ieper op 14 oktober 1914. Hij was 23 jaar en werd oorspronkelijk in Geluwe begraven maar na de oorlog naar deze begraafplaats overgebracht. In Geluwe wordt hij herdacht met een gedenkplaat[5] en een kunstwerk.[6]

### Onderscheiden militairen
- Bryan John Jones, luitenant-kolonel bij het Leinster Regiment werd tweemaal onderscheiden met de Distinguished Service Order (DSO and Bar).
- Hugh Dawnay, majoor bij de 2nd Life Guards werd onderscheiden met de Distinguished Service Order (DSO).
- Clement Wattson Payton, luitenant bij de Royal Air Force werd onderscheiden met het Distinguished Flying Cross (DFC).
- de onderluitenants Robert Simpson Braidwood, R.O. Campbell en Frank Owen, de sergeanten George Thomson, T.J. Knight en Ernest Edward Edwin Joyner, de korporaals W.E. Coombes en David Brown en soldaat D. Mackenzie werden onderscheiden met de Distinguished Conduct Medal (DCM).
- majoor Kenneth M. Macrae, de kapiteins Robert P. Dale, Wilfrid A. Fleming, David Melville, Laurence Minot, Hugh G. Morrow, Edward St.John N. Ryan, Howard Victor F. Thomas en Lawrence W. McArthur, de luitenants V.A. Fair, Thomas Martin en Alexander W. Whyte, de onderluitenants F.H. Clarke, Reginald Hopkin H. Griffiths en Peter Harrower werden onderscheiden met het Military Cross (MC).
- 26 manschappen ontvingen de Military Medal (MM).

### Minderjarige militairen
- korporaal Cyril Joseph George Adams en de soldaten Artur C. Archibald en William L. Jacobs waren slechts 17 jaar toen ze sneuvelden.